# Macchina per cucire

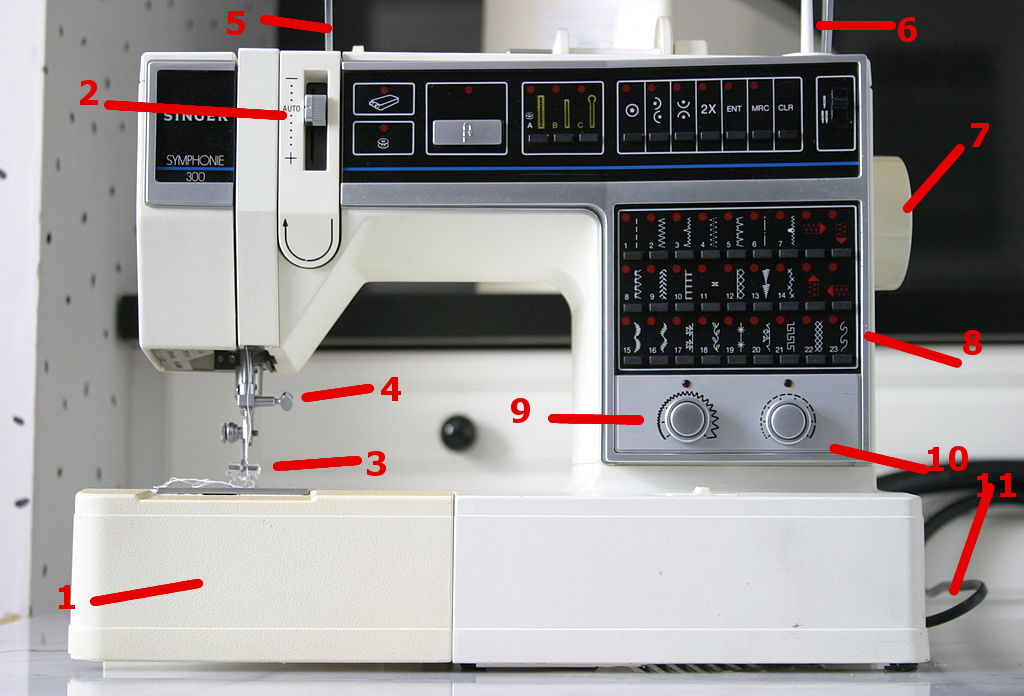
Una moderna macchina per cucire (Singer Symphonie 300)

La macchina per cucire o macchina da cucire, o, soprattutto in ambito industriale, cucitrice, è un'apparecchiatura meccanica o elettromeccanica impiegata per unire mediante una cucitura, stoffe o pelli attraverso il passaggio di uno o più fili di cotone o altri materiali per mezzo di un ago oscillante in modo alternato dall'alto verso il basso.

## Storia

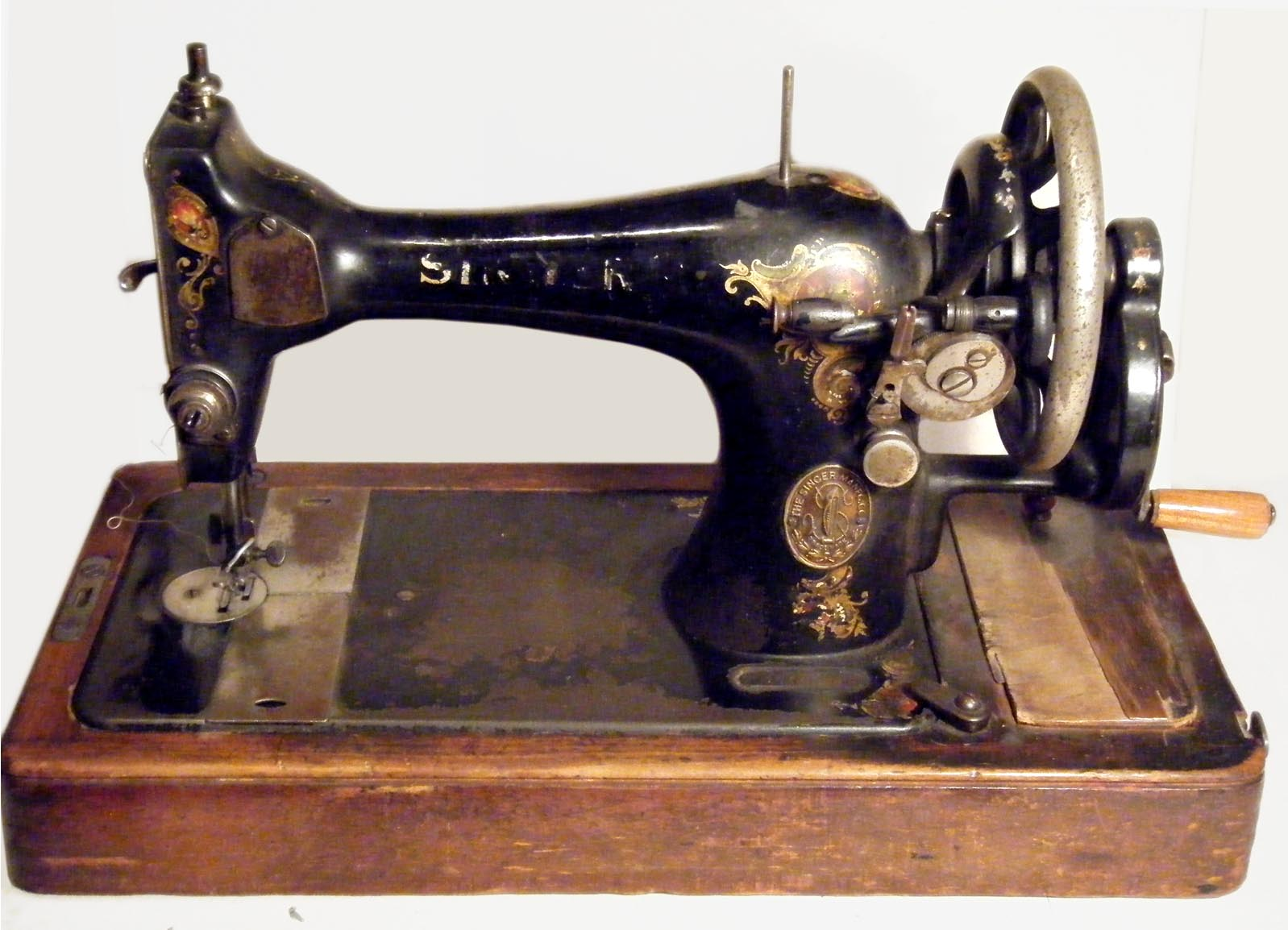
Vecchia macchina Singer a manovella. Sulla destra, lateralmente, si nota il meccanismo per la formazione del rocchetto per la spoletta

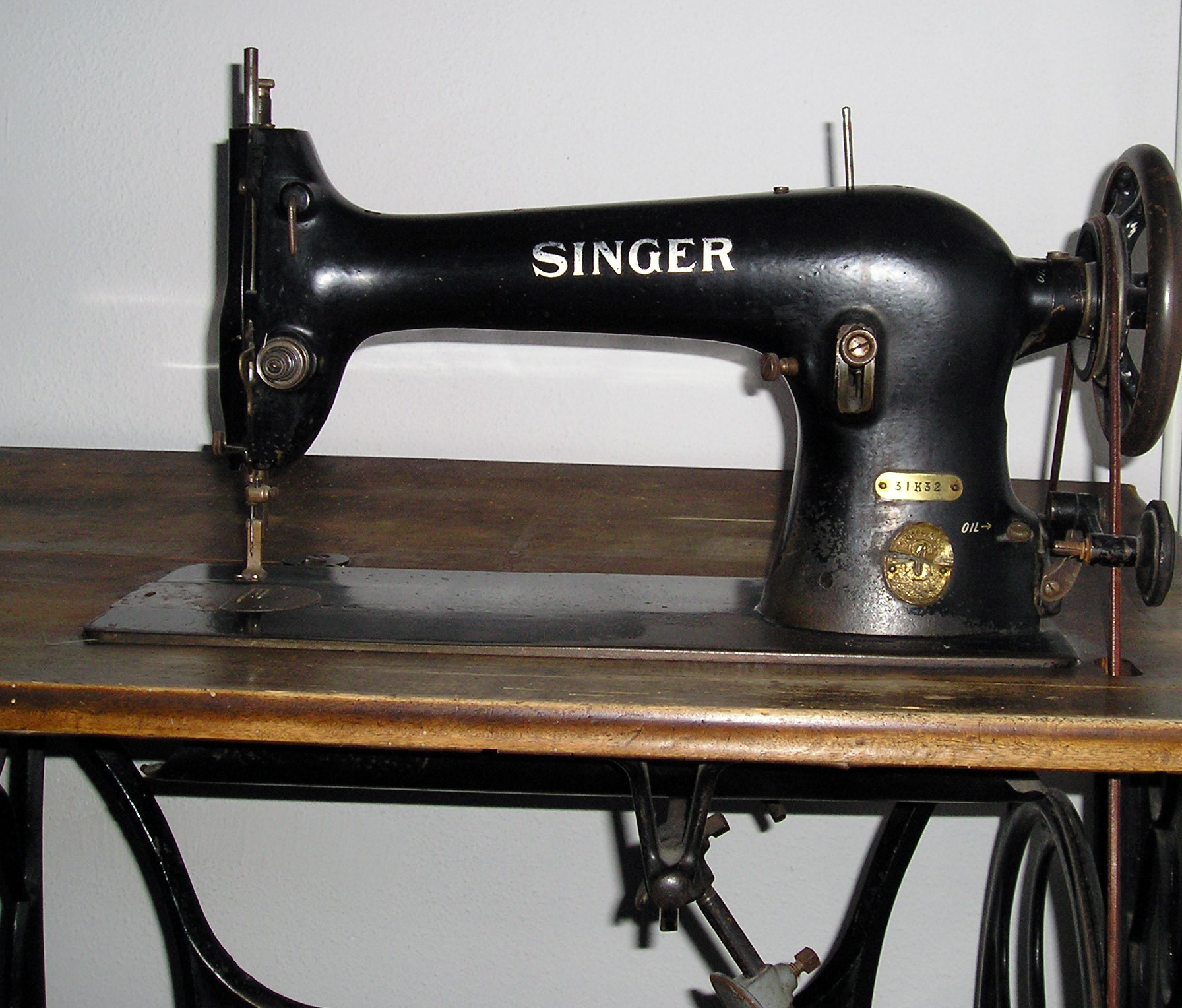
Una vecchia Singer a pedale; in questo caso il meccanismo per la formazione del rocchetto è ancora sulla destra, ma frontalmente

Inizio anni sessanta: casalinga che cuce con macchina da cucire della Borletti

L'invenzione della macchina da cucire è piuttosto controversa: brevetti per meccanismi in grado di produrre cuciture furono depositati da Fredrick Wiesenthal nel 1755, da Thomas Saint nel 1790, da Barthélemy Thimonnier nel 1830 e da John J. Greenough nel 1842.
I primi modelli erano azionati a mano: attraverso una manovella applicata al volano, con la mano destra si produceva il movimento dell'ago, della spoletta e l'avanzamento per trascinamento del tessuto, mentre con la mano sinistra si controllava la sua posizione e l'indirizzamento.

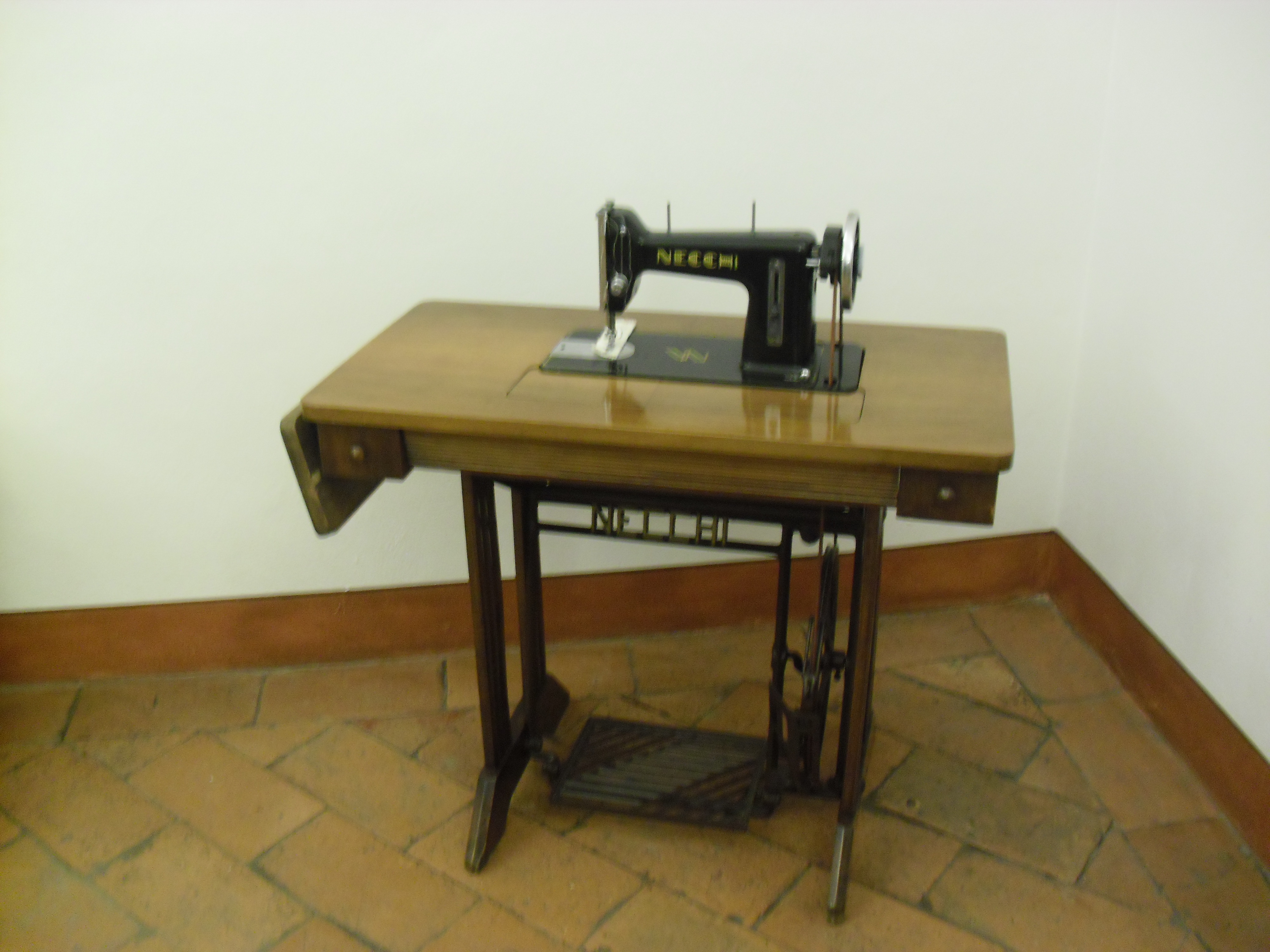
Una macchina da cucire dell'italiana Necchi a pedale

Successivamente le macchine per cucire furono a pedale: la movimentazione si otteneva con l'oscillazione di un pedale, posto sotto il tavolino in cui era inserita la macchina e che, collegato da una cinghia, produceva il movimento; entrambe le mani rimanevano libere e quindi disponibili per l'indirizzamento del tessuto.
Oggi il movimento è prodotto da un motore elettrico: il comando d'azionamento della macchina da cucire è dato da un pedale che si schiaccia col piede o da una leva azionata con lo spostamento laterale del ginocchio. La tecnologia di pari passo con l'industria ha ottimizzato l'utilizzo delle macchine con più parti dell'operatore (95% donne), punte e tacco del piede, ginocchio, gomito e chiaramente mani, rendendo l'operaia simile ad un automa, per questo motivo le macchine vengono abbinate a computer rendendole unità automatiche.

### Storia dell'industria
L'industria della macchina da cucire nasce agli inizi del XIX secolo, soprattutto negli Stati Uniti. La prima industria italiana a produrne una fu la Salmoiraghi, a partire dal 1877.
L'impiego della macchina per cucire ha velocizzato la produzione (confezionamento) di indumenti e telerie; la maggiore produttività ha fatto abbassare il costo della produzione degli abiti favorendo la creazione dei primi nuclei dell'industria delle confezioni in serie. 
Il perfezionamento della macchina per cucire ha, in seguito, permesso di meccanizzare anche operazioni quali: ricamo, soprafilo, imbastitura, rammendo, cucitura dei bottoni, occhiellatura.

## Struttura delle macchine per cucire

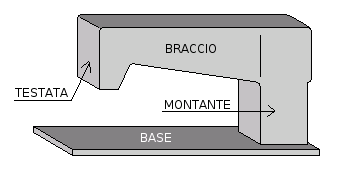
Struttura della macchina per cucire

La struttura tipica della macchina per cucire è formata da una base da cui
fuoriesce un montante che, oltre a contenere gli organi di movimento della
barra ago e del tendifilo, serve a sostenere il braccio. L'estremità opposta
del braccio termina con la testata che supporta la barra ago, il piedino e
gli organi che determinano la tensione sul filo superiore. Sotto il piano della
base si trovano gli organi che servono alla formazione del punto (Crochet e
spoline).
Le macchine per cucire si differenziano, oltre che dal tipo di punto eseguito,
anche per la struttura con la quale sono composte e che di conseguenza
la differenziano in base all'utilizzo che possono avere.

### A base piana

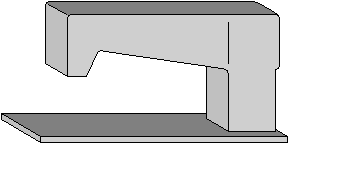
Struttura a base piana

È la tipologia più comune, permette di eseguire la maggior parte delle cuciture
necessarie per la costruzione del capo. Può essere costruita per eseguire
il punto annodato oppure un punto a catenella doppia, sia ad un ago che a
due aghi, anche nelle varianti a zig-zag.
Può facilmente essere dotata di una vasta scelta di bordatori per eseguire
anche cuciture specifiche.

### A braccio o a base cilindrica

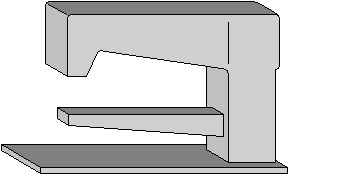
Struttura a braccio

La struttura di questa macchina presenta un montante più alto ed una base
cilindrica che fuoriesce dal montante stesso. Può eseguire sia il punto annodato
che il punto a catenella doppia.
È particolarmente adatta ad operazioni su particolari tubolari come maniche
o gambe.

### A braccio rovesciato o a base cilindrica rovesciata

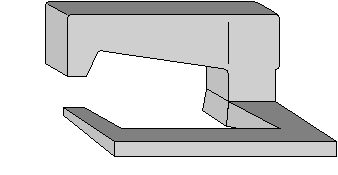
Struttura a braccio rovesciato

È una variante della macchina precedente, il cui braccio è però costruito in
modo da risultare perpendicolare all'utilizzatore.
Viene impiegata in modo particolare per l'esecuzione di cuciture ad incastro
e lavorazioni di particolari con forma tubolare di grandi dimensioni.

### A colonna

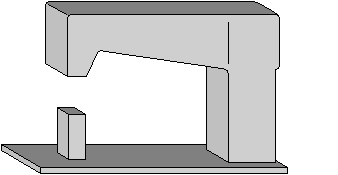
Struttura a colonna

La base di questa macchina presenta una colonna che contiene gli organi
inferiori di formazione del punto. È indicata per le operazioni su particolari
tridimensionali come le calzature.
Può eseguire sia il punto annodato che il punto a catenella doppia.

### A zoccolo

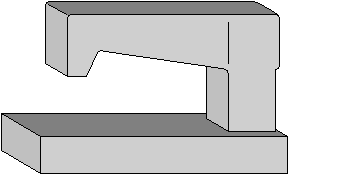
Struttura a zoccolo

In questa particolare struttura la macchina è montata su un piano di appoggio
elevato rispetto al piano (che non sempre è presente). Viene utilizzata
per le operazioni da eseguire sui capi già assemblati.
Anch'essa può eseguire sia il punto annodato che il punto a catenella doppia.

### Monoblocco

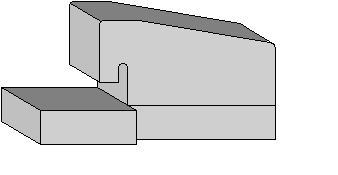
Struttura a monoblocco

Ha una struttura compatta ed uno spazio di manovra dei particolari ridotto.
È una struttura adatta alle lavorazioni da eseguire sui bordi.
Può eseguire il punto a catenella doppia oppure i sorgetti (punti della classe
500).

## Aghi

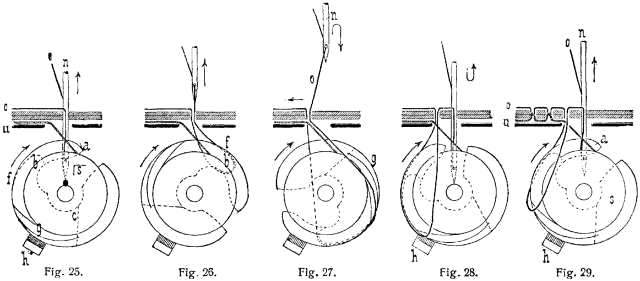
Funzionamento

Animazione illustrante il funzionamento

L'ago è il componente fondamentale per eseguire una cucitura, sia con l'utilizzo di una macchina per cucire, sia per le cuciture eseguite a mano. È l'elemento che permette di spostare i fili di trama ed ordito, di trasportare il filo da un lato all'altro del tessuto e, tramite la sua particolare costruzione, consente al cucirino di eseguire le evoluzioni necessarie per concatenarsi con se stesso o altri fili per la formazione del punto.

### Caratteristiche fisiche dell'ago
L'ago ha diverse caratteristiche che ne determinano l'efficacia nella formazione del punto.

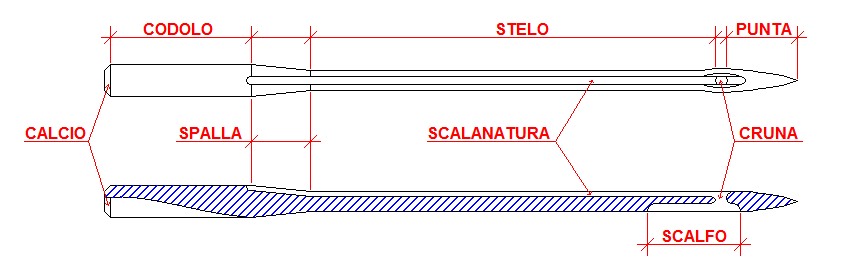
Ago per cuciture a macchina

- Codolo: È la parte dell'ago che viene fissata sulla morsa presente nella parte inferiore della barra ago. Ha una forma cilindrica e talvolta presenta una sezione longitudinale del codolo stesso, che favorisce l'esatto posizionamento dell'ago nella macchina. Sul codolo sono impresse normalmente anche le caratteristiche fisiche dell'ago stesso.
- Calcio: È la parte terminale del codolo; ha una forma a tronco di cono per favorirne l'inserimento nella barra ago.
- Spalla: Anch'essa a forma di tronco di cono, raccorda la parte superiore dell'ago (codolo) con la parte inferiore (stelo).
- Stelo: È la parte compresa tra la spalla e la cruna, può presentare un rigonfiamento appena sopra la cruna per favorire l'allargamento dei fili di trama ed ordito allo scopo di ridurre l'attrito. Il diametro dello stelo determina la finezza d'ago e varia a seconda della tipologia del tessuto da lavorare.
- Scanalatura: È un canale scavato lungo lo stelo nella parte anteriore dell'ago dalla cruna fino alla spalla ed ha la funzione di contenere il cucirino durante il passaggio attraverso il tessuto, per non provocare attrito e tensioni elevate. In alcuni casi può essere presente una scanalatura anche sulla parte posteriore dell'ago, in questo caso di dimensioni più ridotte.
- Cruna: È il foro, posizionato appena sopra la punta, entro cui viene infilato il cucirino. È il punto di maggior attrito dell'ago a causa del continuo scorrere del cucirino al suo interno; per questo ha una forma ideata per ridurre al minimo lo sfregamento e un diametro variabile da proporzionare al titolo del cucirino da utilizzare.
- Scalfo: È un vano posizionato nella parte posteriore dell'ago, subito sopra la cruna. Ha due funzioni fondamentali: la prima è di consentire la formazione del cappio del cucirino, la seconda è di favorire il crochet nell'afferrare il cappio stesso, passando il più vicino possibile all'ago.
- Punta: L'estremità inferiore dell'ago è chiamata punta; ha una forma conica e un vertice appuntito che può avere varie sezioni.

#### La punta

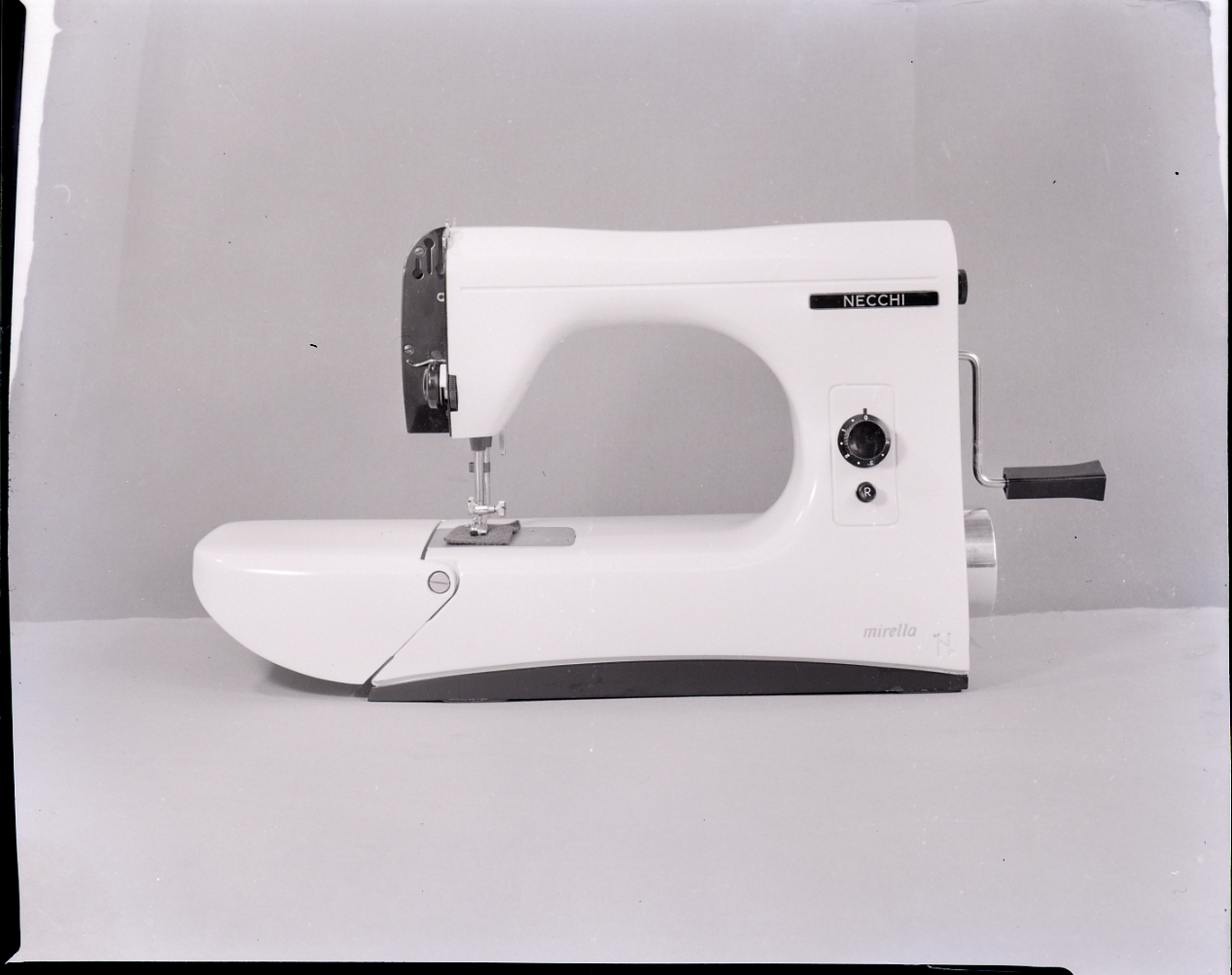
Macchina per cucire Mirella disegnata da Marcello Nizzoli per V. Necchi Spa (Premio Compasso d'oro 1954). Foto di Paolo Monti, 1960.

La punta dell'ago ha un'importanza fondamentale nell'esecuzione di una cucitura, per questo merita un approfondimento.
Come già detto la forma delle punte e le sue sezioni sono molteplici, questo per permettere di lavorare in maniera ottimale qualsiasi tipo di tessuto e per eseguire al meglio ogni operazione.
La sua funzione principale è di creare lo spazio per permettere il passaggio dell'ago (e quindi del cucirino) da una parte all'altra del materiale da lavorare; nei tessuti ciò deve avvenire senza danneggiare il tessuto stesso, pertanto la punta ha il compito di spostare i fili di trama e ordito creando uno spazio nell'intreccio; nei materiali compatti come la pelle, la punta deve invece forare il materiale da cucire per permettere all'ago e al cucirino di passare nella parte inferiore.
Per questi motivi le punte si possono suddividere in due gruppi:
- Punte tonde, utilizzate per la lavorazione dei tessuti. Penetrano l'intreccio di trama e ordito spostandone i fili senza danneggiarli.
- Punte taglienti, utilizzate per cucire la pelle, materiali plastici e tutte le materie prime non formate da un intreccio di fili, ma da uno strato uniforme. Per lavorare questi materiali è necessario creare un foro sulla superficie stessa, cosa di cui sono capaci le punte di questo tipo.

All'interno di questi due gruppi si possono trovare ulteriori divisioni, in funzione dell'applicazione e del materiale da lavorare. In particolare per la lavorazione dei tessuti vengono utilizzate principalmente le punte coniche e le punte a palla, che, nelle varie forme, permettono di eseguire tutte le normali operazioni necessarie a costruire i capi.

## Produttori di macchine per cucire

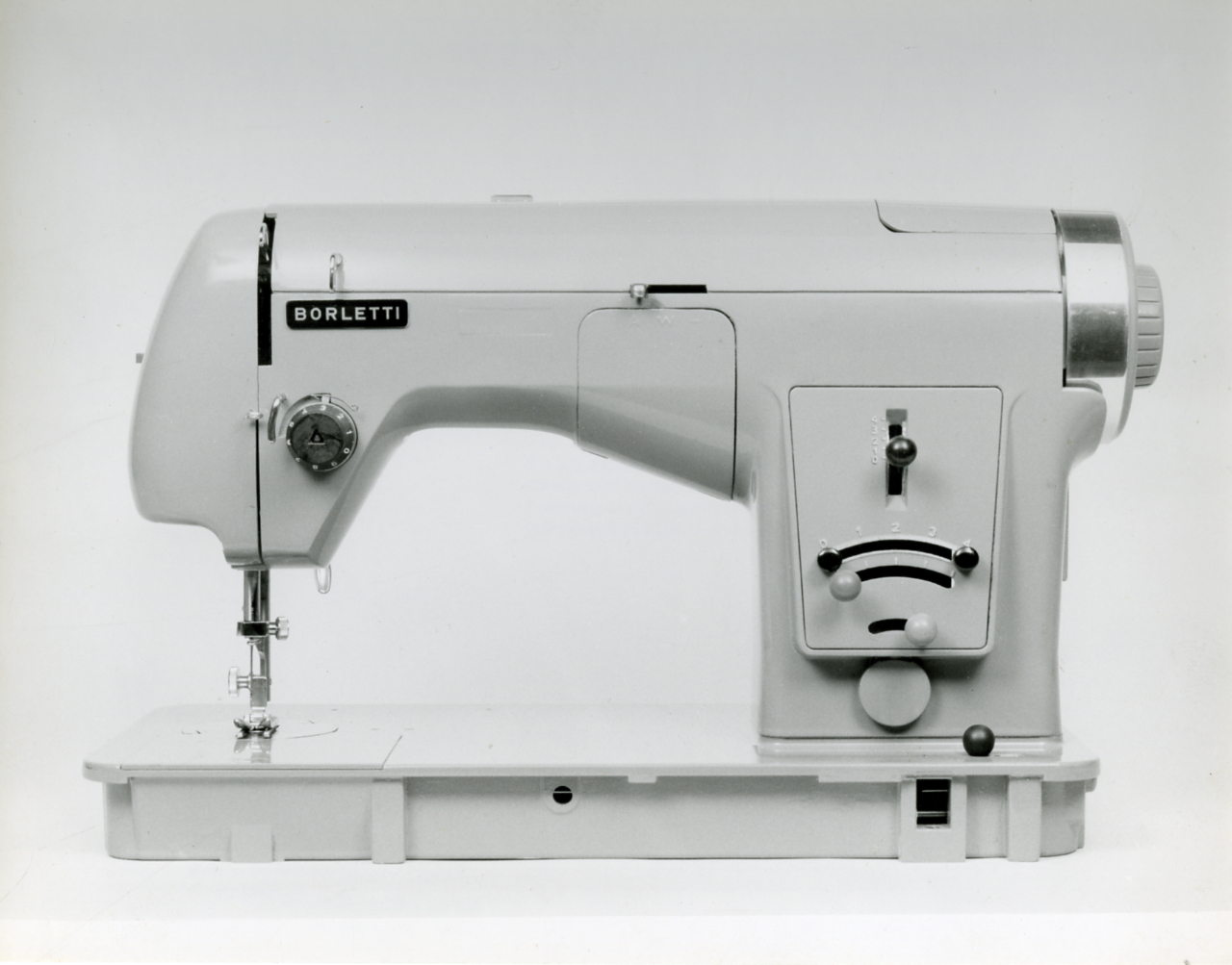
Macchina da cucire "Superautomatica" Borletti mod. 1102, disegnata da Marco Zanuso (Premio Compasso d'oro 1956). Foto Paolo Monti.

Alcune marche di macchine per cucire sono o sono state:
- In Italia: Salmoiraghi, Vigorelli[2], Necchi, Borletti, Rimoldi, Conti Complet, Exacta.
- Nel mondo: Singer (USA), Pfaff (Germania), Dürkopp Adler (Germania), Brother (Giappone), Juki (Giappone), Toyota (Giappone), Siruba (Giappone), Bernina (Svizzera), Elna (Svizzera), Seiko (Giappone), AMF Reece (USA), Union Special (USA), Husqvarna Viking (Svezia).